# ジャック・メトカーフ
ジャック・メトカーフ（John ("Jack") Patrick Metcalfe、1912年2月3日 - 1994年1月26日）は、オーストラリアの陸上競技選手。1936年ベルリンオリンピックの銅メダリストである。ニューサウスウェールズ州出身。

## 経歴
メトカーフはシドニー・ボーイズ・ハイスクールからシドニー大学に進み大学では陸上競技部で活躍していた。
メトカーフは、跳躍種目に力を発揮した選手で、1934年のコモンウェルスゲームズでは走幅跳で銅メダル。また、走高跳でも4位（1m88）と力を発揮。しかし、メトカーフがもっとも力を発揮できる種目は三段跳であった。同大会では15m63で、2位に1m近い大差をつけ優勝。1935年12月14日には15m78で、南部忠平が持っていた世界記録を6cm更新した。（南部から世界記録更新を祝した手紙を受け取ったという。）
世界記録保持者として望んだ1936年ベルリンオリンピックでは、メトカーフのライバルは日本の田島直人、原田正夫、大島鎌吉であった。メトカーフは日本選手とも親しく付き合い、ベルリンでは田島らとともに練習をし、技術の交換を行った。
さて、本番では、田島がメトカーフの世界記録を更新する16m00で金メダルを獲得。2位に原田が入り、メトカーフは銅メダルという結果に終わった。試合後、ドイツの役員からメトカーフは日本選手にコーチしたのではないかとクレームがついたと報告されている。メトカーフの銅メダルは、このオリンピックでオーストラリア選手団が獲得した唯一の銅メダルであった。
メトカーフの最後の国際大会になった1938年のコモンウェルスゲームズでも三段跳を連覇。さらにやり投でも銅メダルを獲得した。